# 16e étape du Tour d'Italie 2006
La 16e étape du Tour d'Italie 2006 a lieu le 23 mai entre Rovato et Monte Bondone. Elle est remportée par Ivan Basso.

## Récit
Cette étape a été remportée par Ivan Basso qui accroit ainsi son avance au classement général sur tous ses adversaires. On notera aussi la 30e place de Jan Ullrich dont la condition physique s'améliore en vue du Tour de France.

## Résultats

### Classement de l'étape
|    | Coureur                    | Pays    | Équipe                |    | Temps           |
| -- | -------------------------- | ------- | --------------------- | -- | --------------- |
| 1  | Ivan Basso                 | Italie  | Team CSC              | en | 4 h 51 min 30 s |
| 2  | Gilberto Simoni            | Italie  | Saunier Duval         | +  | 1 min 26 s      |
| 3  | Leonardo Piepoli           | Italie  | Saunier Duval         |    | 1 min 37 s      |
| 4  | José Enrique Gutiérrez     | Espagne | Phonak                |    | m.t.            |
| 5  | John Gadret                | France  | AG2R Prévoyance       |    | 2 min 40 s      |
| 6  | Julio Alberto Pérez Cuapio | Mexique | Panaria               |    | 2 min 45 s      |
| 7  | Wladimir Belli             | Italie  | Colombia Selle-Italia |    | 3 min 12 s      |
| 8  | Franco Pellizotti          | Italie  | Liquigas              |    | 3 min 25 s      |
| 9  | Giampaolo Caruso           | Italie  | Liberty Seguros       |    | 3 min 27 s      |
| 10 | David López García         | Espagne | Euskaltel-Euskadi     |    | m.t.            |

### Points attribués
|   | Cycliste             | Pays     | Équipe                | Points |
| - | -------------------- | -------- | --------------------- | ------ |
| 1 | Miguel Ángel Rubiano | Colombie | Panaria               | 8      |
| 2 | Paolo Bettini        | Italie   | Quick Step-Innergetic | 6      |
| 3 | Elia Rigotto         | Italie   | Team Milram           | 4      |
| 4 | Patrick Calcagni     | Suisse   | Liquigas              | 3      |
| 5 | Mickaël Delage       | France   | Française des jeux    | 2      |
| 6 | Raffaele Illiano     | Italie   | Colombia Selle-Italia | 1      |

|    | Cycliste                   | Pays     | Équipe                         | Points |
| -- | -------------------------- | -------- | ------------------------------ | ------ |
| 1  | Ivan Basso                 | Italie   | Team CSC                       | 25     |
| 2  | Gilberto Simoni            | Italie   | Saunier Duval                  | 20     |
| 3  | Leonardo Piepoli           | Italie   | Saunier Duval                  | 16     |
| 4  | José Enrique Gutiérrez     | Espagne  | Phonak                         | 14     |
| 5  | John Gadret                | France   | AG2R Prévoyance                | 12     |
| 6  | Julio Alberto Pérez Cuapio | Mexique  | Panaria                        | 10     |
| 7  | Wladimir Belli             | Italie   | Colombia Selle-Italia          | 9      |
| 8  | Franco Pellizotti          | Italie   | Liquigas                       | 8      |
| 9  | Giampaolo Caruso           | Italie   | Liberty Seguros                | 7      |
| 10 | David López García         | Espagne  | Euskaltel-Euskadi              | 6      |
| 11 | Francisco Pérez Sánchez    | Espagne  | Caisse d'Épargne-Illes Balears | 5      |
| 12 | Paolo Savoldelli           | Italie   | Discovery Channel              | 4      |
| 13 | Víctor Hugo Peña           | Colombie | Phonak                         | 3      |
| 14 | Andrea Noè                 | Italie   | Liquigas                       | 2      |
| 15 | Juan Manuel Gárate         | Espagne  | Quick Step-Innergetic          | 1      |

### Cols et côtes
|   | Cycliste             | Pays     | Équipe        | Points |
| - | -------------------- | -------- | ------------- | ------ |
| 1 | Miguel Ángel Rubiano | Colombie | Panaria       | 3      |
| 2 | Fortunato Baliani    | Italie   | Panaria       | 2      |
| 3 | Rubén Lobato         | Espagne  | Saunier Duval | 1      |

|   | Cycliste               | Pays    | Équipe          | Points |
| - | ---------------------- | ------- | --------------- | ------ |
| 1 | Ivan Basso             | Italie  | Team CSC        | 15     |
| 2 | Gilberto Simoni        | Italie  | Saunier Duval   | 10     |
| 3 | Leonardo Piepoli       | Italie  | Saunier Duval   | 6      |
| 4 | José Enrique Gutiérrez | Espagne | Phonak          | 4      |
| 5 | John Gadret            | France  | AG2R Prévoyance | 2      |

### Points attribués pour le classement combiné
|    | Cycliste               | Pays    | Équipe                | Points |
| -- | ---------------------- | ------- | --------------------- | ------ |
| 1  | Ivan Basso             | Italie  | Team CSC              | 44     |
| 2  | José Enrique Gutiérrez | Espagne | Phonak                | 39     |
| 3  | Sandy Casar            | France  | Française des jeux    | 35     |
| 4  | Paolo Savoldelli       | Italie  | Discovery Channel     | 29     |
| 5  | Gilberto Simoni        | Italie  | Saunier Duval         | 29     |
| 6  | Paolo Bettini          | Italie  | Quick Step-Innergetic | 24     |
| 7  | Franco Pellizotti      | Italie  | Liquigas              | 19     |
| 8  | Leonardo Piepoli       | Italie  | Saunier Duval         | 19     |
| 9  | Damiano Cunego         | Italie  | Lampre-Fondital       | 17     |
| 10 | Patrick Calcagni       | Suisse  | Liquigas              | 15     |

## Classements à l'issue de l'étape

### Classement général
|    | Cycliste               | Pays     | Équipe                |    | Temps            |
| -- | ---------------------- | -------- | --------------------- | -- | ---------------- |
| 1  | Ivan Basso             | Italie   | Team CSC              | en | 64 h 35 min 17 s |
| 2  | José Enrique Gutiérrez | Espagne  | Phonak                | +  | 5 min 24 s       |
| 3  | Paolo Savoldelli       | Italie   | Discovery Channel     |    | 9 min 17 s       |
| 4  | Gilberto Simoni        | Italie   | Saunier Duval         |    | 9 min 34 s       |
| 5  | Wladimir Belli         | Italie   | Colombia Selle-Italia |    | 11 min 07 s      |
| 6  | Franco Pellizotti      | Italie   | Liquigas              |    | 11 min 59 s      |
| 7  | Sandy Casar            | France   | Française des jeux    |    | 12 min 40 s      |
| 8  | Damiano Cunego         | Italie   | Lampre-Fondital       |    | 13 min 55 s      |
| 9  | Víctor Hugo Peña       | Colombie | Phonak                |    | 14 min 59 s      |
| 10 | Danilo Di Luca         | Italie   | Liquigas              |    | 15 min 18 s      |

### Classement par points
|   | Cycliste               | Pays    | Équipe                | Points |
| - | ---------------------- | ------- | --------------------- | ------ |
| 1 | Paolo Bettini          | Italie  | Quick Step-Innergetic | 121    |
| 2 | Ivan Basso             | Italie  | Team CSC              | 103    |
| 3 | José Enrique Gutiérrez | Espagne | Phonak                | 90     |

### Classement du meilleur grimpeur
|   | Cycliste          | Pays   | Équipe             | Points |
| - | ----------------- | ------ | ------------------ | ------ |
| 1 | Ivan Basso        | Italie | Team CSC           | 36     |
| 2 | Fortunato Baliani | Italie | Panaria            | 26     |
| 3 | Sandy Casar       | France | Française des jeux | 23     |

### Classement du combiné
|   | Cycliste               | Pays    | Équipe            | Points |
| - | ---------------------- | ------- | ----------------- | ------ |
| 1 | Paolo Savoldelli       | Italie  | Discovery Channel | 638    |
| 2 | José Enrique Gutiérrez | Espagne | Phonak            | 462    |
| 3 | Ivan Basso             | Italie  | Team CSC          | 376    |

### Classements par équipes

#### Classement aux temps
|   | Équipe            | Pays       |    | Temps             |
| - | ----------------- | ---------- | -- | ----------------- |
| 1 | Phonak            | Suisse     | en | 192 h 54 min 49 s |
| 2 | Discovery Channel | États-Unis | +  | 5 min 23 s        |
| 3 | Liquigas          | Italie     |    | 9 min 20 s        |

#### Classement aux points
|   | Équipe        | Pays    | Points |
| - | ------------- | ------- | ------ |
| 1 | Phonak        | Suisse  | 219    |
| 2 | Panaria       | Italie  | 218    |
| 3 | Saunier Duval | Espagne | 208    |

### Classements annexes

#### Classement Azzurri d'Italia
|   | Cycliste      | Pays      | Équipe                | Points |
| - | ------------- | --------- | --------------------- | ------ |
| 1 | Ivan Basso    | Italie    | Team CSC              | 12     |
| 2 | Paolo Bettini | Italie    | Quick Step-Innergetic | 9      |
| 3 | Olaf Pollack  | Allemagne | T-Mobile              | 7      |

#### Classement de la combativité
|   | Cycliste               | Pays    | Équipe                | Points |
| - | ---------------------- | ------- | --------------------- | ------ |
| 1 | Paolo Bettini          | Italie  | Quick Step-Innergetic | 30     |
| 3 | Ivan Basso             | Italie  | Team CSC              | 26     |
| 2 | José Enrique Gutiérrez | Espagne | Phonak                | 26     |

#### Classement 110 Gazzetta
|   | Cycliste         | Pays   | Équipe             | Points |
| - | ---------------- | ------ | ------------------ | ------ |
| 1 | Patrick Calcagni | Suisse | Liquigas           | 13     |
| 2 | Mickaël Delage   | France | Française des jeux | 12     |
| 3 | Sandy Casar      | France | Française des jeux | 10     |

#### Classement de l'échappée (Fuga)
|   | Cycliste            | Pays    | Équipe                | Points |
| - | ------------------- | ------- | --------------------- | ------ |
| 1 | Christophe Edaleine | France  | Crédit agricole       | 364    |
| 2 | Gabriele Missaglia  | Italie  | Colombia Selle-Italia | 303    |
| 3 | Sergiy Matveyev     | Ukraine | Panaria               | 207    |